# Qaḑā' ‘Irjān
Qaḑā' ‘Irjān (arabiska: قضاء عرجان) är en kommun i Jordanien.   Den ligger i guvernementet Ajlun, i den norra delen av landet, 50 km norr om huvudstaden Amman.